# Act-Age
Act-Age (アクタージュ act-age Akutāju?) es una serie de manga escrita por Tatsuya Matsuki e ilustrada por Shiro Usazaki, serializada en el semanario Shōnen Jump desde el 22 de enero de 2018. Los capítulos individuales han sido recopilados y publicados por la editorial Shūeisha en doce volúmenes tankōbon. Editorial Ivrea licenció la edición de la serie en España y publicó el primer volumen el 31 de octubre de 2019.
El 8 de agosto de 2020, Tatsuya Matsuki fue arrestado por las autoridades acusado de abuso sexual a dos estudiantes de secundaria, una de ellas menor de edad. Shūeisha anunció la cancelación inmediata del manga y su retirada de todas las plataformas oficiales como consecuencia del escándalo, por lo que el último capítulo fue publicado en la Shōnen Jump del 11 de agosto de 2020.

## Premisa
La historia se centra en Kei Yonagi, una chica de secundaria que se esfuerza por convertirse en actriz. Ella está a cargo de sus dos hermanos menores, después de que su padre los abandonó y su madre murió. Kei tiene un talento extremo para la actuación de método, hasta el punto de que pierde la noción de la realidad cuando actúa. En una audición, los productores especulan que actuar en esta intensidad podría ser autodestructivo, y citan esto como una razón para rechazarla. Sin embargo, Kei llama la atención del aclamado director Sumiji Kuroyama, quien da un paso adelante con la intención de sacar todo su potencial.

## Personajes
Kei Yonagi (夜凪 景 Yonagi Kei?)
Una chica de secundaria que debe criar sola a sus hermanos Rui y Rei, después de que su padre los abandonara y su madre muriera. Tiene un talento innato para la actuación de método, en el que utiliza recuerdos de su propio pasado para entrar plenamente en el papel. Sin embargo, su enfoque es extremadamente inmersivo, hasta el punto en que se pierde en el papel y se vuelve incapaz de distinguir la ficción y la realidad.
Sumiji Kuroyama (黒山 墨字 Kuroyama Sumiji?)
Director y fundador de Studio Daikokuten. Es famoso en el extranjero por sus premios en varios festivales de cine, pero no es tan conocido en Japón.
Yuki Hiiragi (柊 雪 Hiiragi Yuki?)
Asistente de dirección y cineasta en Studio Daikokuten y trabaja con Kuroyama. También es gerente de producción y gerente de talentos para el estudio
Chiyoko Momoshiro (百城 千世子 Momoshiro Chiyoko?)
Apodada «el ángel», famosa actriz de la agencia Stars.
Arisa Hoshi (星 アリサ Hoshi Arisa?)
Fundadora y directora ejecutiva de la agencia Stars.
Akira Hoshi (星 アキラ Hoshi Akira?)
Actor de la agencia Stars e hijo de Arisa Hoshi.

## Manga
Act-Age fue escrito por Tatsuya Matsuki e ilustrado por Shiro Usazaki. Se publicó en la revista Jump desde el 22 de enero de 2018. Los capítulos individuales fueron recopilados y publicados por Shūeisha, con 12 volúmenes editados. Shūeisha también publicó la serie en español en la aplicación y el sitio web Manga Plus desde diciembre de 2019. En octubre de 2019 Viz Media anunció el lanzamiento impreso del manga en el verano de 2020. En español la editó Ivrea, que publicó el primer volumen el 31 de octubre de 2019.

### Lista de volúmenes
| N.º | Fecha de lanzamiento    | ISBN original          | Fecha de lanzamiento en español | ISBN en español        |
| --- | ----------------------- | ---------------------- | ------------------------------- | ---------------------- |
| 1   | 2 de mayo de 2018       | ISBN 978-4-08-881483-4 | 31 de octubre de 2019           | ISBN 978-84-18061-36-3 |
| 2   | 4 de julio de 2018      | ISBN 978-4-08-881509-1 | 19 de diciembre de 2019         | ISBN 978-84-18172-02-1 |
| 3   | 3 de agosto de 2018     | ISBN 978-4-08-881583-1 | 27 de febrero de 2020           | ISBN 978-84-18172-50-2 |
| 4   | 2 de noviembre de 2018  | ISBN 978-4-08-881657-9 | 18 de junio de 2020             | ISBN 978-84-18271-18-2 |
| 5   | 4 de febrero de 2019    | ISBN 978-4-08-881694-4 | —                               |                        |
| 6   | 2 de mayo de 2019       | ISBN 978-4-08-881795-8 | —                               |                        |
| 7   | 4 de julio de 2019      | ISBN 978-4-08-881878-8 | —                               |                        |
| 8   | 4 de septiembre de 2019 | ISBN 978-4-08-882051-4 | —                               |                        |
| 9   | 4 de diciembre de 2019  | ISBN 978-4-08-882103-0 | —                               |                        |
| 10  | 4 de febrero de 2020    | ISBN 978-4-08-882205-1 | —                               |                        |
| 11  | 13 de mayo de 2020      | ISBN 978-4-08-882284-6 | —                               |                        |
| 12  | 3 de julio de 2020      | ISBN 978-4-08-882351-5 | —                               |                        |

## Recepción
El manga ocupó el tercer lugar en los cómics recomendados de 2018 por los empleados de la librería nacional de Honya Club, una encuesta que recopiló resultados de 1100 empleados profesionales de librerías en Japón. El volumen 5 del manga ocupó el puesto 13 en la tabla semanal de clasificación de manga de Oricon, con 52 mil copias vendidas. En abril de 2019 fue nominado a «mejor manga shōnen» en la 43va edición anual de los premios de manga Kōdansha.